# Peršaves
Peršaves es una localidad de Croacia en el municipio de Mače, condado de Krapina-Zagorje.

## Geografía
Se encuentra a una altitud de 184 m s. n. m. a 68,1 km de la capital nacional, Zagreb.

## Demografía
En el censo 2011, el total de población de la localidad fue de 320 habitantes.